# قطبة بني العاتي (حيران)

تعديل مصدري - تعديل

قطبة بني العاتي هي إحدى قرى عزلة الدير بمديرية حيران التابعة لمحافظة حجة، بلغ تعداد سكانها 150 نسمة حسب تعداد اليمن لعام 2004.